# Manny
 (août 2021).
Si vous disposez d'ouvrages ou d'articles de référence ou si vous connaissez des sites web de qualité traitant du thème abordé ici, merci de compléter l'article en donnant les références utiles à sa vérifiabilité et en les liant à la section « Notes et références ».
Manny est un personnage fictif du film L’Âge de glace. De son vrai nom Manfred, ce mammouth apparaît dans les cinq premiers films de la saga.

## Histoire
Manfred est très rapidement nommé Manny par Sid car celui-ci trouve que ce nom ne lui va pas. Ce nouveau nom lui restera dans les cinq épisodes de la saga.
Dans L'Âge de glace, Manfred est un mammouth solitaire et grincheux qui sauve Sid de deux brontotherium en colère. Sid décide alors de rester avec lui et le rebaptise Manny, surnom qui restera pendant tous les films. Puis les deux « amis » aident une humaine en sauvant son fils, un bébé. Ils rencontrent ensuite Diego, un tigre à dents de sabre, dont la mission est de ramener le bébé vivant à son chef de meute. Manny, méfiant, sait bien que le tigre ne ramènera jamais le bébé aux humains. Diego persuade alors Manny et Sid de ses bonnes intentions et les guide pour ramener le bébé à son clan. Par la suite, on découvre que Manny n'a pas toujours été solitaire, il avait une compagne et un fils mais un jour, sans le vouloir, ce dernier attira des chasseurs. Manny essaya de les retenir mais il était trop tard. Sa compagne et son fils furent pris au piège entre les chasseurs et le reste de la troupe posté au-dessus d'eux, qui jeta des pierres sur la famille de Manny, les tuants sous les yeux de ce dernier impuissant. C'est à ce moment-là qu'il est devenu « Manfred le solitaire ». Quand Manny sauve la vie de Diego, celui-ci comprend qu'il a trouvé de véritables amis, et il les aide vraiment à ramener le bébé.
Dans L'Âge de glace 2, la glace fond et les animaux de la vallée doivent partir trouver une embarcation pour éviter d'être noyés par l'inondation gigantesque qui menace. Entretemps, il admet mal le fait d'être considéré comme le dernier mammouth. C'est sur la route que les trois héros rencontrent Ellie, une mammouth qui se prend pour une opossum, avec ses deux petits frères adoptifs Crash et Eddie (tous les deux des opossums). Manny fait tout pour essayer de la convaincre qu'elle est une mammouth et non une femelle opossum à l'instar de ses petits frangins. Quand elle se rappelle son passé et se rend compte qu'elle est une mammouth, Manny essaie de lui faire comprendre qu'ensemble ils peuvent sauver l'espèce. Ellie le prend mal et ne lui parle plus. Mais quand Manny lui sauve la vie, il lui annonce sincèrement qu'il l'aime et qu'il a envie de vivre avec elle. Diego et Sid ont dû le forcer pour qu'il accepte, car pour Manny, cela revenait à trahir son ancienne famille décédée. Par ailleurs, il refuse de quitter le trio.
Dans L'Âge de glace 3, Ellie et Manny attendent un heureux événement. Mais l'idée d'être papa le rend complètement gâteux. Il s'inquiète pour sa compagne lorsqu'ils doivent aller sauver Sid qui s'est fait enlever par une maman dinosaure qui cherchait ses trois bébés. Il découvre qu'il n'est pas le plus gros animal sur Terre, loin de là. La horde rencontre Buck, une belette à moitié folle qui vit dans le monde des dinosaures. À la fin, tout fini bien puisque le bébé de Manny et d’Ellie est une petite fille nommée Pêche, et Sid est ramené sain et sauf.
Dans L'Âge de glace 4, Manny se montre surprotecteur envers sa fille Pêche (adolescente) qui veut passer du temps avec ses amis, ce qui engendre de nombreuses disputes. Le trio inséparable, Manny, Diego et Sid, est séparé d'Ellie, Pêche et des deux opossums déjantés Crash et Eddie, à cause de la dérive des continents. En chemin, ils rencontrent une bande de pirates menée par Gutt, un giganthopithèque cruel et dangereux, qui veut d'abord les enrôler dans son équipage. Mais le trio refuse et réussit à s'échapper (ce qui vaut à Manny de devenir la principale cible des pirates). Ils s'échouent sur une île où ils libèrent les animaux asservis par les pirates et volent le bateau du Capitaine Gutt, et ils rentrent chez eux. À la fin, Manny sauve Ellie et Pêche, qui avaient été prises en otage avec tous les autres habitants par Gutt et ses pirates, grâce à Diego, Shira, une belle tigresse à dents de sabre dont Diego est sous le charme, Sid, sa Mémé et sa baleine Pupuce. Et il accorde aussi plus de libertés à sa fille Pêche.
Dans L'Âge de glace 5, toujours surprotecteur envers Pêche, Manny a du mal à admettre que sa fille va se marier. Au début, il ne porte pas Julian dans son cœur, contrairement à sa famille et ses amis, puis à la suite de la réalisation d'un plan de Buck pour échapper à une météorite (à laquelle ils ont d'ailleurs échappés), tout s'arrange. Lors de l'aventure, Sid trouve l'amour auprès de Brooke, une jolie paresseuse. À la fin, Manny et Ellie acceptent le départ de leur fille avec une nostalgie comme tout parents le feraient.

## Personnalité
À première vue, Manny est de nature froide, grincheuse et solitaire à la suite de la perte de sa première famille. Il est ainsi devenu indifférent vis-à-vis des autres personnages. Néanmoins, il est sensible et a un grand cœur. Il tient beaucoup à ceux qui lui sont chers, aussi bien sa famille que ses proches, ce qui l'amène à être surprotecteur.
Il déteste qu'on le qualifie "gros" ce qui est un gag récurrent de la saga. En effet, il réplique : "Je ne suis pas gros. C'est mon pelage qui est bouffant" ce qui rappelle fortement Obélix.

## Doublage
La voix originale de Manny est celle de Ray Romano. En français, il est doublé par Gérard Lanvin dans les longs-métrages et Un Noël de mammouths, et par Xavier Fagnon dans La Grande Chasse aux œufs.